# 新西遊記 (第一季)
《真實狗血冒險動作片「新西遊記」》（韓語：리얼막장 모험활극 ‘신서유기’），簡稱《新西遊記》（韓語：신서유기），是韓國的真人實境秀綜藝節目《新西遊記》系列第一季節目，由羅䁐錫導演及申孝靜導演製作，姜鎬童、李壽根、殷志源（水晶男孩）、李昇基共同主演。節目設定源自中國古典文學名著《西遊記》及日本經典漫畫，成員於旅行期間需完成不同任務以獲得龍珠，成功集齊七顆龍珠可召喚出龍神，由節目組為每位成員實現一個願望。節目最初僅通過網络播出，開創了韓國綜藝節目的全新模式。
2015年8月6日至8月10日，節目組前往中國西安進行拍攝。9月1日，節目組於首爾汝矣島63會議中心舉行製作發佈會。由於第一季節目內容較短，因此僅通過網絡首播，而且於網絡播出也使有爭議的成員可避免面對來自收視群的壓力。節目自9月4日起通過Naver TVCast頻道及中國騰訊視頻同步播出，首週點擊率超過1000萬。鑑於節目播出後大受歡迎，節目組決定拍攝新一季《新西遊記》，並於第二季首播前重播第一季節目。2016年4月8日至4月15日，第一季TV版於tvN頻道分兩集播出。

## 節目背景
《新西遊記》第一季成員姜鎬童、李壽根、殷志源、李昇基和製作組均來自韓國歷代最高收視的綜藝節目《兩天一夜》第一季，節目當時播出了長達五年，成員間感情深厚。在節目結束多年後，李昇基在聚餐中提議大家再聚在一起出國旅遊。由於成員相互間很熟悉，行程中一定會發生很多有趣的事情，羅䁐錫導演因此想到可以把旅遊的過程拍攝成節目。
當時姜鎬童、李壽根因為各自的失誤均面臨了很大的輿論壓力，需要機會使觀眾重新接受他們。而在中國古典名著《西遊記》中，孫悟空及豬八戒也是因在天庭犯了錯誤而被貶下凡，藉保護唐僧前往西天取經得到救贖。因此，羅䁐錫導演想到可以借用《西遊記》這種「修行」的意義來進行節目。
由於《西遊記》中取經的起點在中國西安，節目本著尊重原著的精神，第一季選擇在西安錄製節目。加上中國位於韓國西方，拍攝地點符合《西遊記》中「向西旅行」的意思。

## 播出時間
| 播出版本 | 播出頻道                  | 播出日期                    | 播出時間（UTC+9）   | 集數 |
| -------- | ------------------------- | --------------------------- | ------------------- | ---- |
| 網絡版   | - Naver TVCast - 騰訊視頻 | 2015年9月4日－2015年10月2日 | 星期五 10:00        | 23   |
| TV版     | tvN                       | 2016年4月8日－2016年4月15日 | 星期五 21:45－23:20 | 2    |

## 節目成員
| 姓名       | 出生日期（年齡） | 職業                 | 代表角色      | 角色設定                                                      |
| ---------- | ---------------- | -------------------- | ------------- | ------------------------------------------------------------- |
| 姜鎬童（강호동） | 1970年6月11日    | 主持人、喜劇演員     | 豬八戒 （저팔계）   | 不適用                                                        |
| 李壽根（이수근） | 1975年2月10日    | 主持人、喜劇演員     | 孫悟空 （손오공）   | - 頭戴金剛圈 - 背部貼上低頻按摩儀                             |
| 殷志源（은지원） | 1978年6月8日     | 歌手（水晶男孩成員） | 沙悟淨 （사오정）   | 不適用                                                        |
| 李昇基（이승기） | 1987年1月13日    | 歌手、演員、主持人   | 三藏法師 （삼장법사） | - 保管法師卡，即提款卡 - 持有控制孫悟空背上低頻按摩儀的遙控器 |

## 收視率
以下紀錄《新西遊記》本季節目收視，紅色表示為本季度最高收視率，藍色則表示為本季度最低收視率。
| 集數 | 播出日期   | AGB尼爾森        | AGB尼爾森     | AGB尼爾森   | AGB尼爾森   |
| 集數 | 播出日期   | 收視率           | 收視率        | 排行        | 排行        |
| 集數 | 播出日期   | 大韓 民國 (全國) | 首爾 (首都圈) | 所 有 節 目 | 綜 藝 節 目 |
| ---- | ---------- | ---------------- | ------------- | ----------- | ----------- |
| 1    | 2016/04/08 | 2.702%           | 2.625%        | 1           | 1           |
| 2    | 2016/04/15 | 2.721%           | 2.634%        | 2           | 1           |

## 獎項
| 年度   | 頒獎典禮         | 獎項             | 入圍項目     | 結果 | 來源   |
| ------ | ---------------- | ---------------- | ------------ | ---- | ------ |
| 2016年 | 《tvN10 Awards》 | 綜藝部門內容本賞 | 《新西遊記》 | 獲獎 | [ 10 ] |

## 外部連結
- 官方网站
- 新西遊記的Facebook專頁
- 新西遊記[永久]的Naver TV頻道